# Driebruggen
Driebruggen est un village de la commune néerlandaise de Bodegraven-Reeuwijk, dans la province de la Hollande-Méridionale. Le 1er janvier 2008, le village comptait 1 756 habitants.
Le village, dont le nom signifie Trois-Ponts, est traversé par la Dubbele Wiericke.

## Histoire
Driebruggen a été une commune indépendante du 1er février 1964 au 1er janvier 1989, date de son rattachement à Reeuwijk. En 1964, la commune a été créée par la fusion de quatre petites communes : Hekendorp, Lange Ruige Weide, Papekop et Waarder. Quand en 1989, la commune est rattachée à Reeuwijk, les villages et territoires de Hekendorp et Papekop passent à la commune d'Oudewater, et de ce fait, changent de province.